# Arbeč
Arbeč (Erbezzo v italijanščini, Arbeç v furlanščini  ) je zaselek v občini Podbonesec v Videmski pokrajini. Zaselek dominira nad Nadiško dolino, nedaleč od meje s Slovenijo.
V zaselku se nahaja župnijsko cerkev Svetega Andreja, prvotno zgrajeno konec 16. stoletja, obnovljena in razširjena leta 1721 ter ponovno zgrajeno leta 1903.
V zvoniku iz leta 1893 so trije zvonovi, izdelani leta 1920 po uničenju prejšnjih s strani avstro-ogrskih vojakov med prvo svetovno vojno: največji zvon, težak 20 ton, je po teži in velikosti največji v dolini.

## Potok Arbeč in slapovi
Z pobočij vzhodno od Sv. Leonarda se spušča vrsta kratkih potokov, pritokov Arbeča: Pod Tamoran, Pod Starmelico in Par Senike.
Slednja dva se združita v Patok pri Star Čedadu, kjer se nahaja najzanimivejši slap.
Strmina vseh teh in drugih potokov južneje daje vodi precejšnjo erozijsko moč, ki oblikuje doline, skozi katere tečejo v ozke soteske, za katere je značilno več slapov izjemne slikovite vrednosti. Med njimi je čudovit slap Star Čedad, znan tudi kot Melinski Kot, visok dvanajst metrov z veliko votlino ob vznožju.
V tej edinstveni mikroklimi uspeva Ruscus hypoglossum, zelo redka lilija.

## Osebnosti iz Arbeča
- Guion Ambrož  (1884-1965), župnik